# District de Kolpino
Le district de Kolpino (en russe : Колпинский район, Kolpinski raïon) est l'un des 18 raïons administratifs du grand Saint-Pétersbourg. Il doit son nom à la ville de Kolpino.

## Municipalités faisant partie du district de Kolpino
Population en 2021
- Kolpino, 149 766 habitants
- Pontonny, 9 273 habitants
- Oust-Ijora, 1 999 habitants
- Petro-Slavianka, 1 390 habitants
- Sapiorny, 1 611 habitants
- Metallostroï, 30 895 habitants